# 細尾長吻鰩
細尾長吻鰩（學名：Dipturus leptocauda），為軟骨魚綱鰩目鰩科長吻鰩屬的一種，被IUCN列為易危保育類動物，分布於西南大西洋巴西南大河州至聖保羅海域，深度400至521公尺，體長可達67公分，棲息在大陸棚及大陸坡海域，為底棲性魚類，肉食性，卵生，生活習性不明。